# Passagon
Passagon è un arrondissement del Benin situato nella città di Bohicon (dipartimento di Zou) con 8.885 abitanti (dato 2006).